# Maple Creek (Saskatchewan)
Maple Creek è un comune del Canada, situato nella provincia del Saskatchewan, nella divisione No. 4.